# Barebacking
Barebacking (englisch für „Reiten ohne Sattel“, von bare back „nackter Rücken“) war ursprünglich ein Soziolekt schwuler Männer für ungeschützten Analverkehr, welcher inzwischen auch für den ungeschützten Geschlechtsverkehr zwischen Frauen und Männern verwendet wird. Ungeschützter Verkehr bringt ein erhebliches Risiko der Infektion mit sexuell übertragbaren Erkrankungen mit sich. Die Entscheidung für den Verzicht auf Schutzmaßnahmen wird in der Regel bewusst und oft in Kenntnis der Infektionsrisiken getroffen; die Gründe für diese Entscheidung sind vielfältig.

## Definition
Der ursprünglich auf schwulen Geschlechtsverkehr begrenzte Begriff Barebacking wird inzwischen auch generell, das heißt auch im Bezug auf den ungeschützten Geschlechtsverkehr zwischen Mann und Frau verwendet. Vor dem Auftreten von HIV war ungeschützter Geschlechtsverkehr häufig. Ungeschützter Sex zwischen zwei nicht infizierten Partnern innerhalb einer festen Beziehung oder Ehe, in der sexuelle Treue vereinbart wurde, wird vielfach als risikoarm betrachtet – Kritiker dieser Sichtweise halten dem aber entgegen, dass die beteiligten Personen nur Kontrolle über das eigene Sexualverhalten haben, nicht jedoch über das des Partners, und dass dieses Vertrauen angesichts der Häufigkeit von Seitensprüngen unangemessen sei. Infektionen in festen Partnerschaften durch einen untreuen Partner kommen durchaus vor.

## Risiken
- Es besteht ein sehr hohes Risiko, sich oder den Sexualpartner mit einer sexuell übertragbaren Erkrankung wie Hepatitis, dem HI-Virus oder Syphilis zu infizieren.
- Auch wenn beide Partner HIV-positiv sind, besteht neben dem Risiko sich mit einer anderen sexuell übertragbaren Krankheit oder Geschlechtskrankheit zu infizieren, auch das Risiko einer Reinfektion mit HIV oder anderen HIV-Stämmen. Dies kann zu einer schlechteren Behandelbarkeit beziehungsweise einer Resistenz gegen verfügbare Medikamente führen. Die lebensverlängernde Therapie der HIV-Positiven kann somit erschwert oder unmöglich gemacht werden. Die Höhe des Risikos einer Reinfektion ist umstritten, da sie bislang nicht nachgewiesen wurde, sie ist jedoch nicht ausgeschlossen.
- Die Infektion mit HIV oder einer Geschlechtskrankheit kann wegen der langen diagnostischen Lücke oft erst nach frühestens zwei Wochen (Reverse Transkriptase-Polymerase-Kettenreaktion) oder zwei bis drei Monaten nach dem letzten Sexualkontakt mit einem potentiell Infizierten ausgeschlossen werden. Während dieses Zeitraums kann keiner der Beteiligten sicher sein, sich nicht bereits infiziert zu haben. Das bedeutet, dass Personen unwissentlich mit HIV oder Hepatitis infiziert und damit ansteckend sein können. Wird nach einem Test wieder ungeschützter Sex ausgeübt, so ist der Test ohne Aussagekraft.

## Verbreitung
Insbesondere seit Ende 2004 wird in einigen Medienberichten und in politischen Äußerungen Barebacking auf ein ausschließlich von Homosexuellen praktiziertes Sexualverhalten reduziert. Dies entspricht zwar der Herkunft des Begriffes, nicht aber dem tatsächlichen Sexualverhalten. Ein am 28. November 2005 von Report Mainz gesendeter Beitrag zum Thema Barebacking beschrieb dieses als „Schwulensex ohne Kondom“; der Begriff wurde daraufhin von Medien und einigen Politikern aufgegriffen.
Untersuchungen des Robert Koch-Institutes ergaben, dass Barebackverhalten unter Heterosexuellen stärker verbreitet ist als unter Homosexuellen. Unsicheres Sexualverhalten habe in den letzten Jahren zugenommen, aber „homosexuelle Männer praktizieren als Gruppe deutlich häufiger Safer Sex als heterosexuelle Menschen.“ Statistisch nicht ausgemacht ist, inwieweit die höheren Infektionszahlen bei homosexuellen Männern auf eine höhere Promiskuität, auf die höhere Quote bereits infizierter potentieller Sexualpartner und das höhere Infektionsrisiko bei Analverkehr im Vergleich zu Vaginalverkehr zurückzuführen ist.
Im Vergleich zur Zeit unmittelbar nach dem Auftreten von HIV hat die Häufigkeit von ungeschütztem Geschlechtsverkehr zugenommen. Diese Entwicklung könnte dadurch begründet sein, dass AIDS in der Öffentlichkeit nicht mehr so stark thematisiert wird und viele auf die verbesserten Therapien vertrauen. Der Verzicht auf die Verwendung von Kondomen in einer als monogam vereinbarten Beziehung kann nicht mit dem ungeschützten Verkehr bei anonymem Sex oder Gruppensex in entsprechenden Lokalitäten, wie Darkrooms oder Swingerclubs verglichen werden, weil das Risiko bei ersterem deutlich geringer ist. Aber auch in vermeintlich oder tatsächlich monogamen Beziehungen besteht ein Risiko. Es kann beispielsweise zur Infizierung mit HIV kommen, wenn die Partner zwar aktuell monogamen Sex praktizieren, aber bereits vor der Beziehung infiziert waren oder wenn er bzw. sie sich auf anderem Wege angesteckt haben.
Eine bundesweite Querschnittstudie KABaSTI vom Robert Koch-Institut zum Wissen, Einstellungen und Verhalten bei homosexuellen Männern bezüglich sexuell übertragbarer Infektionen in Deutschland beinhaltete auch Umfrageergebnisse eines ausgewiesenen Barebackportals dessen Probanden
- im Vergleich zu den Teilnehmern der anderen Webseiten älter waren,
- in relativ hoher Zahl in städtischen Umgebungen lebten und
- den höchsten Anteil an Männern hatten, die von ihrem HIV-positiven Status wussten oder sich bereits früher mit anderen Geschlechtskrankheiten infiziert hatten
- einen überproportional hohen Anteil an Freunden, Bekannten und festen Partnern hatten, die ebenfalls HIV-positiv waren.

## Motivationslage
In verschiedenen Studien wurde die Motivationslage der Barebacker untersucht; dabei wurden verschiedene Gründe für die in der Regel bewusste Entscheidung für das Barebacking und seine Risiken genannt. Dazu gehören:
- Eine generelle Ablehnung, beziehungsweise eine negative Haltung gegenüber der Verwendung von Kondomen.
- Die Vorstellung, bei Barebacking zwischen Personen, die nachweislich HIV-positiv sind, sei kein Safer Sex mehr nötig, beziehungsweise bei Barebacking zwischen Personen, die nachweislich HIV-negativ sind, sei noch kein Safer Sex nötig.
- Der Wunsch, den Unterschied zwischen einer zugeneigten und verantwortungsvollen Partnerschaft und schnellem, verpflichtungsfreiem Sex mit und ohne Kondom kennenzulernen.
- Eine besondere Nähe zu und Identifikation mit der Schwulenszene.
- Eine gegen sich selbst oder andere gerichtete Homophobie.
- Das Gefühl der Unausweichlichkeit einer Ansteckung als Schwuler.[4]
- Die Vorstellung, ungeschützter Verkehr sei natürlicher, romantischer, erregender, männlicher und intimer.[5]

Neben diesen Gründen wird vor allem für jüngere Homosexuelle die Verdrängung oder Verleugnung von HIV angegeben, darüber hinaus gibt es eine Vielzahl von begünstigenden Faktoren, die zu einer Entscheidung führen, beispielsweise Depressionen, Missbrauch in der Kindheit und die teilweise vorhandene gesellschaftliche Aggression gegen Homosexuelle. Die Bereitschaft, ungeschützten Geschlechtsverkehr auszuüben, wurde in Studien insbesondere der Verwendung von Drogen zugeschrieben.

## Gesundheitliche Aspekte in der Pornobranche
In den letzten Jahren – vor 2008 – war eine enorme Zunahme von sogenannter „Bareback-Pornografie“ im homosexuellen Sektor der Pornofilmindustrie zu verzeichnen. Während der Anteil solcher Filme im heterosexuellen Sektor seit jeher bei fast 100 Prozent lag, war ihr Marktanteil in der schwulen Pornofilmindustrie in Nordamerika und Europa erst sukzessive gesunken und ab Anfang 2008 wieder rapide angestiegen, in Europa bereits auf 60 Prozent. Größeres Aufsehen erregte ein Vorfall im März 2008, bei dem sich gleich vier männliche Darsteller in Großbritannien während der Produktion desselben Films mit dem HIV-Erreger infizierten. Als eine Ursache für das hohe Risiko von Infektionen im Rahmen der Produktion von Hardcore-Schwulenpornofilmen wurde das Fehlen effektiver Kontrollmechanismen zur Verringerung des Infektionsrisikos identifiziert, wie beispielsweise der gesetzlich verpflichtenden Durchführung von HIV-Tests vor jedem Dreh. Doch selbst ein HIV-Test unmittelbar vor Beginn der Produktion sei keine Garantie für einen HIV-negativen Status der Darsteller. Der HIV-Test zeigt zuverlässig nur den HIV-Status von vor vierzehn Tagen an.
Heutzutage sind Bekenntnisse schwuler Pornodarsteller zu ihrem positiven HIV-Status eine regelmäßige Erscheinung geworden. Teilweise wurde den entsprechenden Pornofilmen schon im Jahre 2004 auch eine Vorbildfunktion für die Verbreitung des Barebacking zugeschrieben. Eine Erklärung dafür, dass umgekehrt die zuvor vorhandene Vorherrschaft von Safe-Sex-Filmen im schwulen Pornofilmsektor keinen entsprechenden Vorbildcharakter entfalten konnte, liefert dieser Ansatz indes nicht.

## Bareback-Partys
Es gibt sogenannte Bareback-Partys, bei denen Gäste ausschließlich ungeschützten Geschlechtsverkehr ausüben. Diese Veranstaltungen werden privat organisiert und finden auch außerhalb der Metropolregionen statt. Bisweilen sollen auf solchen Veranstaltungen auch offen HIV-positive Personen, sogenannte Giftgiver (engl.: Schenkende) und HIV-negative Personen, die aktiv und bewusst nach einer ihrer Ansicht nach unvermeidlichen Infektion mit HIV streben, teilnehmen. Diese werden Bugchaser (engl.: Virusjäger) genannt. Die Existenz und nennenswerte Verbreitung des letztgenannten Typs von Partys, deren Behauptung im Wesentlichen auf einem Artikel im Rolling Stone aus dem Jahr 2003 beruhen soll, wird jedoch bestritten; ein über Hörensagen hinausreichender Nachweis für ihre Existenz konnte nicht erbracht werden.
Gangbang-Partys, bei denen kein Kondom angewandt wird, gibt es bei heterosexuellen Menschen jedoch auch. Die Partys werden meist AO-Sex-Partys (AO = alles ohne) genannt und ab und zu wird ein Schnelltest vor dem Gangbang angewandt, der aber keine sichere Aussage über eine Infektion erbringen kann. Bareback-Portale für heterosexuelle Männer, die Bareback-Sex (oder auch AO-Sex genannt) mit Prostituierten suchen, gibt es viele in Deutschland. Mittlerweile gibt es in vielen Erotikportalen auch die Funktion, nach AO-Sex zu suchen. In mehreren Studien wurde bestätigt, dass sich heterosexuelle Männer und Frauen zu spät auf HIV testen lassen. MSM lassen sich hingegen oft sehr früh nach einem Risikokontakt auf HIV und Geschlechtskrankheiten testen. Generell ist die Testbereitschaft unter MSM größer, haben die Studien herausgefunden.

## Rechtliche Situation
In Österreich gelten Gesetze gegen die fahrlässige (§ 179 ÖStGB) und die vorsätzliche (§ 178 ÖStGB) Gefährdung von Menschen durch übertragbare Krankheiten. In diesem Falle wäre die Gefährdung als gemeingefährliche strafbare Handlung zu werten.
In Deutschland ist zumindest die vorsätzliche Infektion eines Anderen mit dem HI-Virus und anderen Krankheiten als Körperverletzung (§§ 223 ff. StGB) strafbar.
In der Schweiz steht sowohl fahrlässiges wie vorsätzliches Verbreiten von menschlichen Krankheiten nach StGB Art. 231 unter Strafe.
Zur rechtlichen Beurteilung der Geschlechtsverkehrs nach heimlicher Entfernung des Kondoms siehe: Stealthing.